# Guihaia (revista)
Guihaia es una revista ilustrada con descripciones botánicas que es editada en Yanshan, Guilin desde el año 1981 hasta ahora.